# Coca-Cola Freestyle

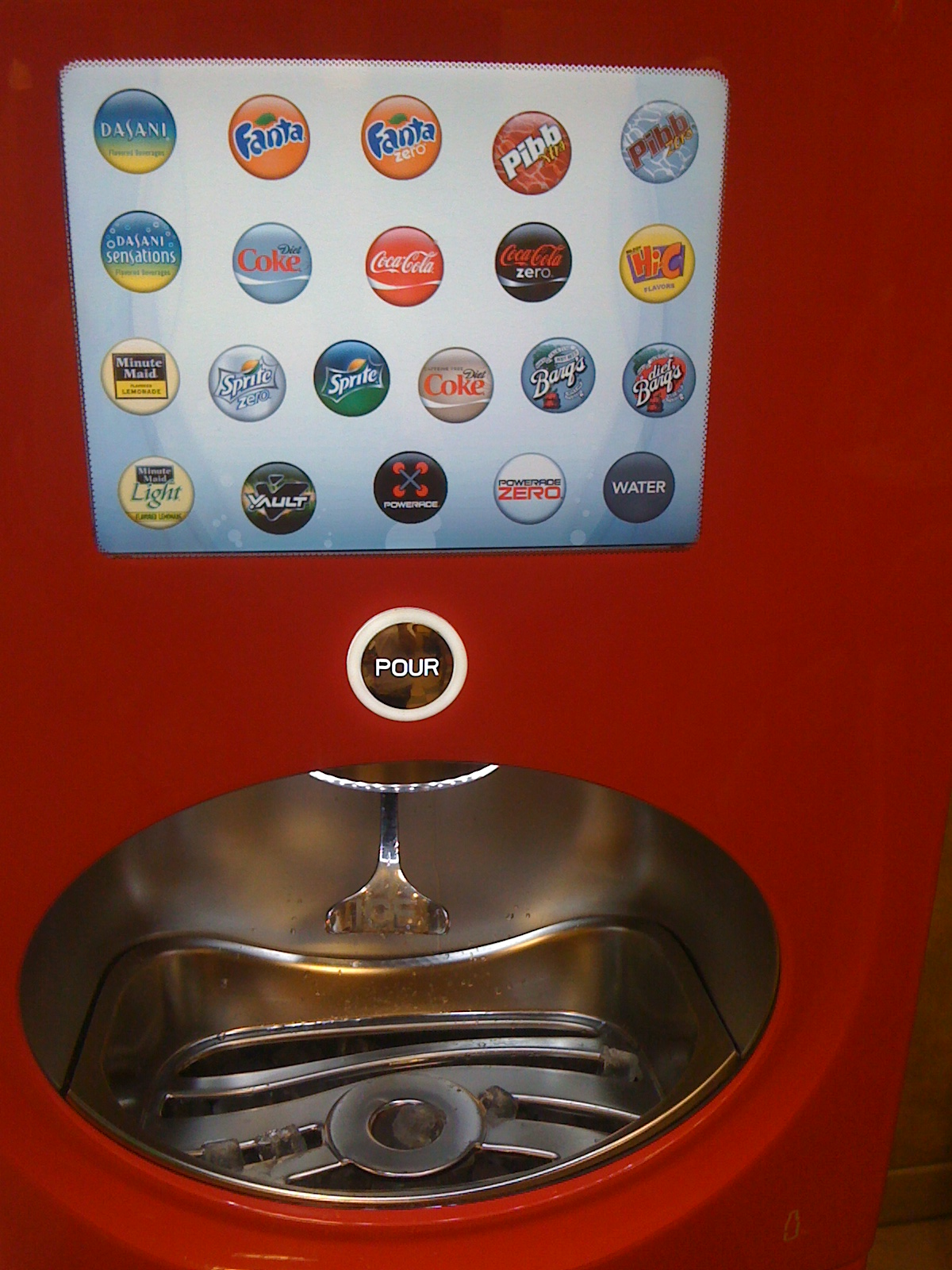
Façade d'une fontaine à soda Coca-Cola Freestyle.

Coca-Cola Freestyle est une fontaine à soda à écran tactile introduite par The Coca-Cola Company en 2009. La machine peut proposer jusqu'à 165 boissons,, parmi les produits et marques de Coca-Cola ainsi que des saveurs personnalisées. Les machines sont situées dans les principaux points de vente partenaires de Coca-Cola dans le cadre d'un déploiement progressif et continu.
En 2014, Pepsi a lancé une machine concurrente similaire, la Pepsi Spire.

## Concept
Les armoires sont conçues par la firme italienne de design automobile Pininfarina, via leur filiale de conception industrielle et de produits Pininfarina Extra. Les technologies impliquées incluent la technologie de microdistribution et la technologie exclusive PurePour. Les deux technologies ont été développées à l'origine pour administrer des doses précises de médicaments. Les armoires Freestyle ont des dimensions similaires à celle d'un distributeur automatique et peut distribuer 126 sortes de boissons gazeuses et non gazeuses. Le microdosage mélange un ou plusieurs ingrédients concentrés, des sachets d'eau et d'édulcorant au point de distribution de la boisson, évitant ainsi l'utilisation de boîtes de sirop (également appelées bag-in-a-box ) . Les cartouches stockent les ingrédients concentrés dans l'armoire du distributeur et sont compatibles RFID. La machine utilise des puces RFID pour détecter ses approvisionnements et pour répondre par radio aux besoins de réapprovisionnement des autres unités. Les machines transmettent les données d'offre et de demande à Coca-Cola et au propriétaire, y compris les marques vendues, les heures de la journée de vente, les informations de dépannage et les données de service. Le distributeur de glaçons traditionnel demeure.

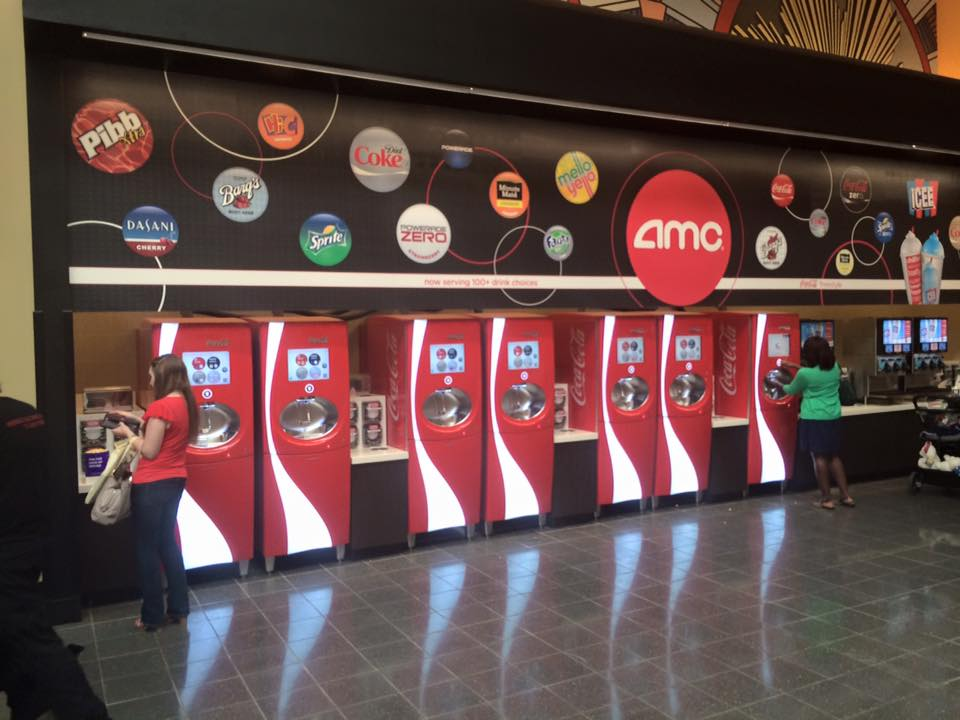
Mur de distributeurs Coca-Cola Freestyle dans le cinéma AMC Theatres du centre commercial Palisades Center, à New York.
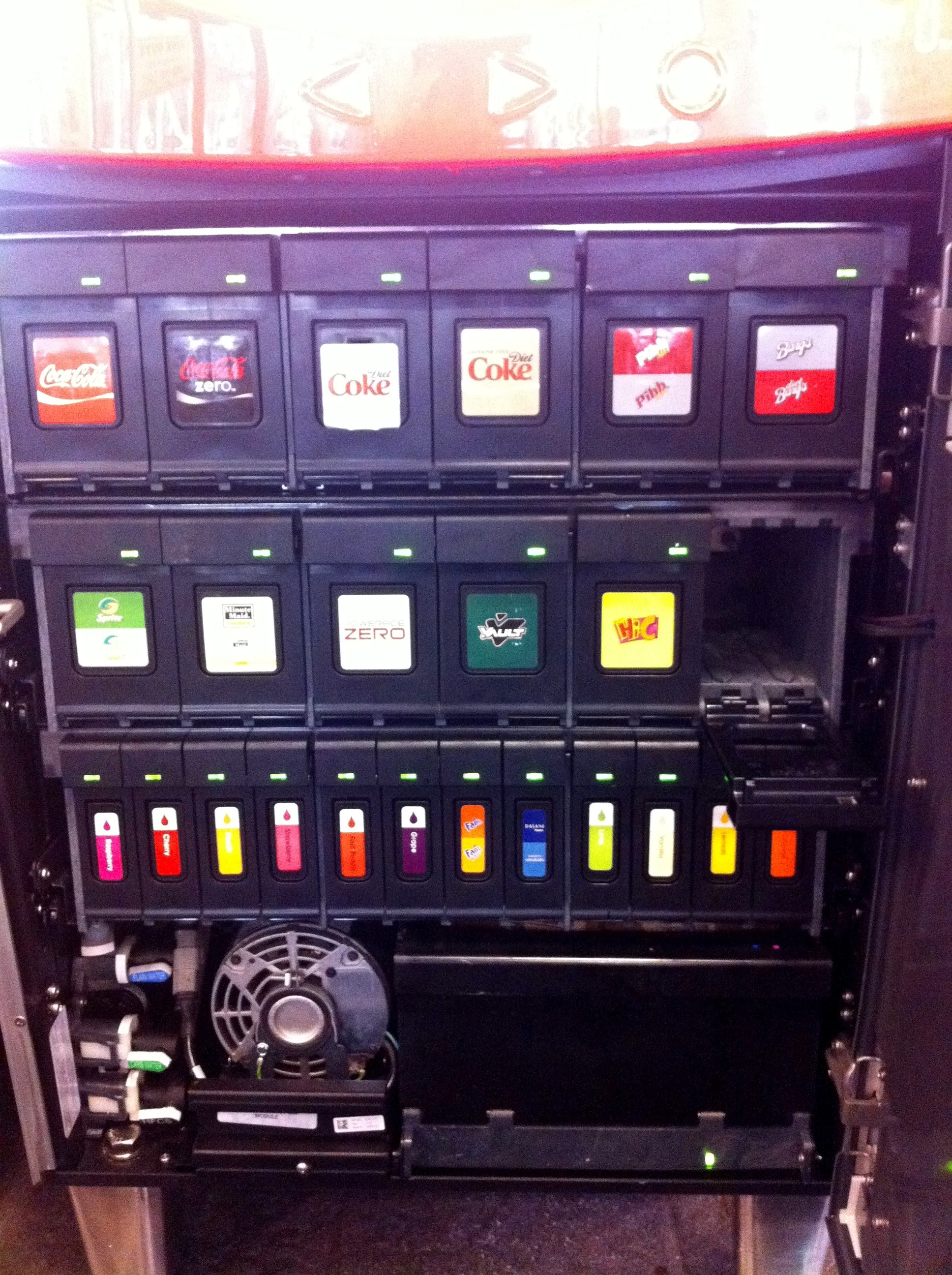
Panneau de cartouches Freestyle dans la machine
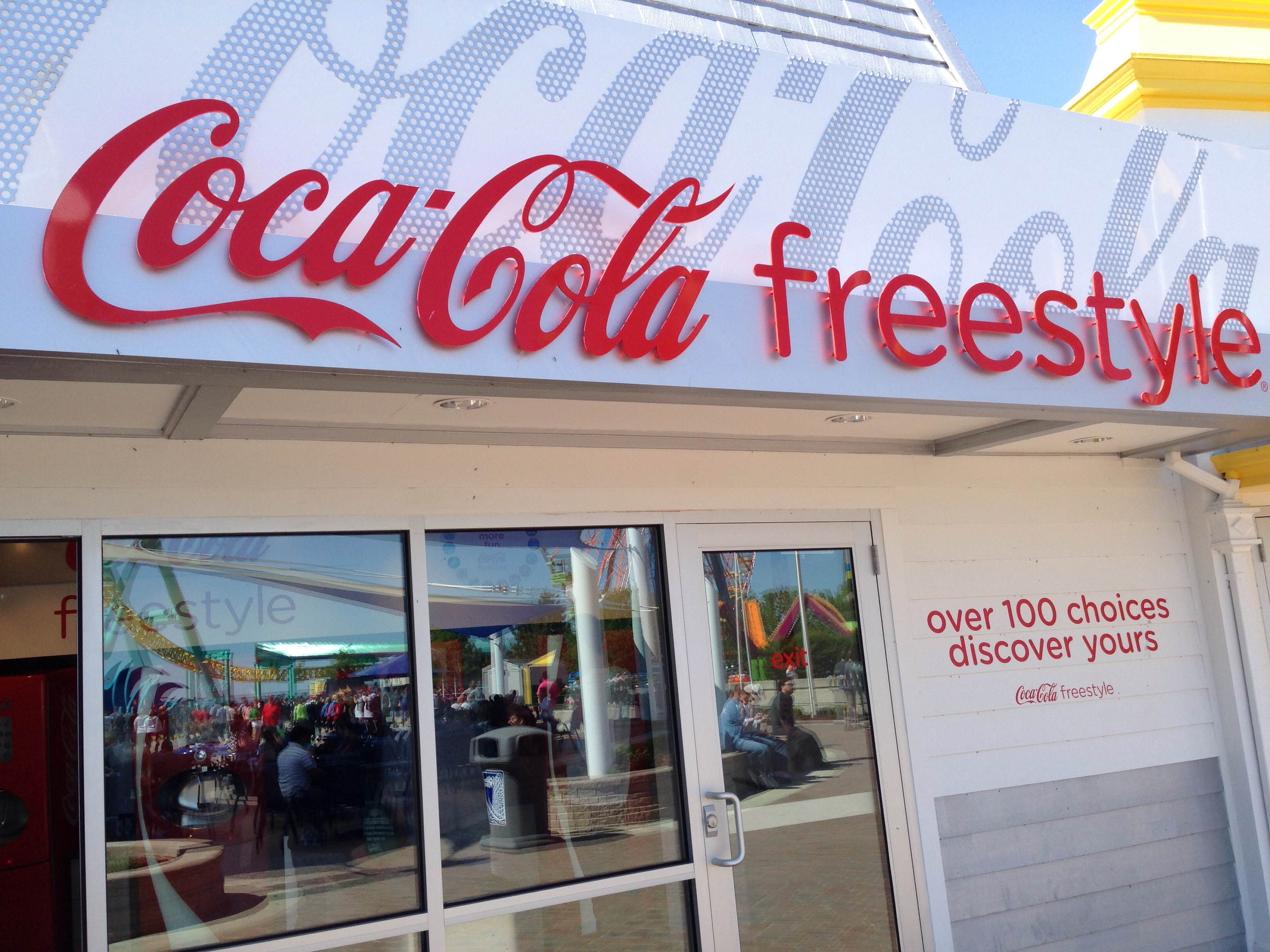
Un stand Coca-Cola Freestyle au parc d'attractions Cedar Point.